# Parlerò d'amore
Parlerò d'amore è il primo singolo della cantante italiana Alice Paba, pubblicato il 23 maggio 2016.

## Il brano
Composto da Dolcenera, Ermal Meta e Antonio Di Martino, Parlerò d'amore è stato presentato per la prima volta da Alice durante la finale della quarta edizione del talent show The Voice of Italy e successivamente pubblicato per il download digitale dalla Universal.

## Tracce
Testi e musiche di Dolcenera, Ermal Meta e Antonio Di Martino.
1. Parlerò d'amore – 3:23